# Mallerey
Mallerey foi uma comuna francesa na região administrativa de Borgonha-Franco-Condado, no departamento de Jura. Estendia-se por uma área de 2,9 km². Em 2010 a comuna tinha 63 habitantes (densidade: 21,7 hab./km²).
Em 1 de janeiro de 2017, passou a formar parte da comuna de Trenal.